# Bryan Falaschi
Bryan Falaschi (né le 21 mai 1991 à La Chaux-de-Fonds) est un coureur cycliste italien spécialisé dans la pratique du cyclo-cross.

## Palmarès
- 2008-2009
  - 2e du championnat d'Italie de cyclo-cross juniors
- 2009-2010
  - 2e du championnat d'Italie de cyclo-cross espoirs
- 2012-2013
  -  Champion d'Italie de cyclo-cross espoirs
- 2014-2015
  - GP-5-Sterne-Region, Beromünster
  - 2e du championnat d'Italie de cyclo-cross
  - 1er International Brugherio